# فالکنشتاین (بایرن)
فالکنشتاین (به آلمانی: Falkenstein) یک شهر در آلمان است که در Cham واقع شده‌است.

## خواهرخوانده
شهرهای فالکن‌اشتاین، زاکسن، Falkenstein, Lower Austria و Falkenstein خواهرخوانده‌های فالکنشتاین (بایرن) هستند.